# Очередько, Николай Григорьевич
Николай Григорьевич Очередько (1929 год, с. Сокиринцы, Винницкий округ, Украинская ССР, СССР) — тракторист совхоза «Хмельницкий» Тимирязевского района Северо-Казахстанской области, Казахская ССР. Герой Социалистического Труда (1967).

## Биография
Родился в 1929 году в крестьянской семье в селе Сокиринцы Винницкого округа Украинской ССР (ныне — Чемеровецкий район (упразднен в 2020 г.), Хмельницкая область, Украина).
Трудовую деятельность начал в 1941 году. Позднее окончил школу ФЗУ, получил специальность тракториста. В начале 1950-х служил в армии.
В 1955 году по комсомольской путёвке отправился в Казахстан на освоение целинных и залежных земель. Трудился трактористом в совхозе «Хмельницкий» Тимирязевского района.
Ежегодно перевыполнял производственный план по уборке урожая зерновых. Указом Президиума Верховного Совета СССР от 19 апреля 1967 года за достигнутые успехи в увеличении производства и заготовок зерна в 1966 году удостоен звания Героя Социалистического Труда с вручением ордена Ленина и золотой медали «Серп и Молот».
В 1988 году переехал жить в город Ростов-на-Дону.